# Galit Gutman
Galit Gutman (Gerusalemme, 23 settembre 1972) è una modella e attrice israeliana.
Fu scoperta quando vinse il titolo di Discovery of the Year, considerato uno dei più importanti premi nell'industria della moda israeliana; viene considerata come una delle più importanti modelle d'Israele.
Ha inoltre studiato recitazione presso la Yoram Levinstein ed è apparsa nella soap opera israeliana "Ramat Aviv Gimmel". Nel 2003 ha presentato i Golden Curtain Awards per il canale E!. Conduce anche il reality show Israel's Next Top Model.
È sposata con il fotografo e giornalista Ziv Koren da cui ha avuto due bambini.